# Lotte Anker

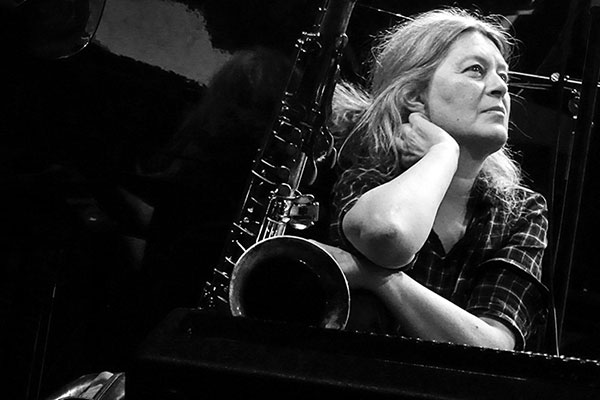
Lotte Anker w Aarhus (Dania) w 2016 r.

Lotte Anker (ur. w 1958 r. w Kopenhadze) – duńska jazzowa saksofonistka i kompozytorka.
Artystka gra na trzech rodzajach saksofonu: sopranowym, altowym oraz tenorowym. Tworzy i wykonuje muzykę z pogranicza eksperymentalnego jazzu / improwizacji i muzyki współczesnej. Na jej ekspresję muzyczną składają się zarówno elementy melodyczne (czasem bardzo zawiłe i fragmentaryczne), abstrakcyjny materiał fakturowy oraz szeroki obszar od minimalnej przezroczystości do gęstego i mrocznego ekspresjonizmu.
W swojej karierze współpracuje z wieloma światowymi muzykami, występuje na najważniejszych światowych scenach muzycznych, prowadzi warsztaty i koncerty warsztatowe oraz wydaje płyty, na których wraz z muzykami przekracza jazzowe granice i poszukuje nowych brzmień.

## Kariera
Początkowo studiowała grę na fortepianie klasycznym. Natomiast w roku 1980 przeniosła się do klasy saksofonu na Uniwersytecie w Kopenhadze, którą ukończyła w 1984 r. Decyzja o zmianie instrumentu została przez nią podjęta pod wpływem muzyki Johna Coltrane'a i Wayne'a Shortera oraz coraz bardziej rozpowszechniającego się jazzu ekstremalnego w Skandynawii. W latach 80. uczestniczyła w kilku konkursach i warsztatach prowadzonych przez m.in.: Joe Henderson, David Murray, John Tchicai, Marilyn Mazur. Ukończyła klasę kompozycji w Rytmisk Musikkonservatorium prowadzonej przez Boba Brookmeyera w 1998 r.
Lotte Anker współtworzyła i tworzy do dziś wiele cenionych zespołów:
- W 1988 r. założyła wraz z pianistką Mette Petersen kwartet Lotte Anker/ Mette Petereson Quartet. Owocem ich działań był album Beyond the Mist. Grupa w 1992 przekształciła się w kwintet z norweskim trębaczem Nilsem- Petterem Molværem.
- W 1995 r. została członkinią free- jazzowego trio Anker – Friis – Paulsen z gitarzystą Hasse Paulsenem i basistą Peterem Friis – Nielsenem.
- Współtwórca od 1996 r.12- osobowego zespołu Copenhagen Art Ensemble wraz z puzonistą i kompozytorem Ture Larsenem.
- W 1997 r. utworzyła trio z Marilyn Crispell i Marilyn Mazur.
- W 2003 r. Anker wraz z pianistą Craigiem Tabornem i perkusistą Geraldem Cleaver stworzyli trio o nazwie Anker, Taborn, Cleaver muzykując po dziś dzień.

Aktualnie artystka jest związana z Anker-Leandre-Strid, Kwartet z Johannes Bauer, John Edwards i Paul Lovens, Anker-Frith-Mori, What River Ensemble oraz współtworzy duet z Fredem Frithem.
Jako kompozytorka i saksofonistka współpracowała z teatrem w latach 1993 – 2004.
Regularnie prowadzi zajęcia, kursy i warsztaty. Jest gościnnym nauczycielem kompozycji, aranżacji i improwizacji w różnych duńskich i szwedzkich konserwatoriach i akademiach, m.in. w Rytmisk Musikkonservatorium. Prowadzi koncerty warsztatowe w Skandynawii, Niemczech i Kanadzie.
Lotte Anker koncertowała i występowała na najważniejszych scenach muzycznych w Rosji, Stanach Zjednoczonych, Kanadzie, krajach Bliskiego Wschodu, Azji (Wietnam, Japonia), Afryce (Maroko, Tanzania, Gwinea), większości krajów europejskich oraz na Ukrainie.

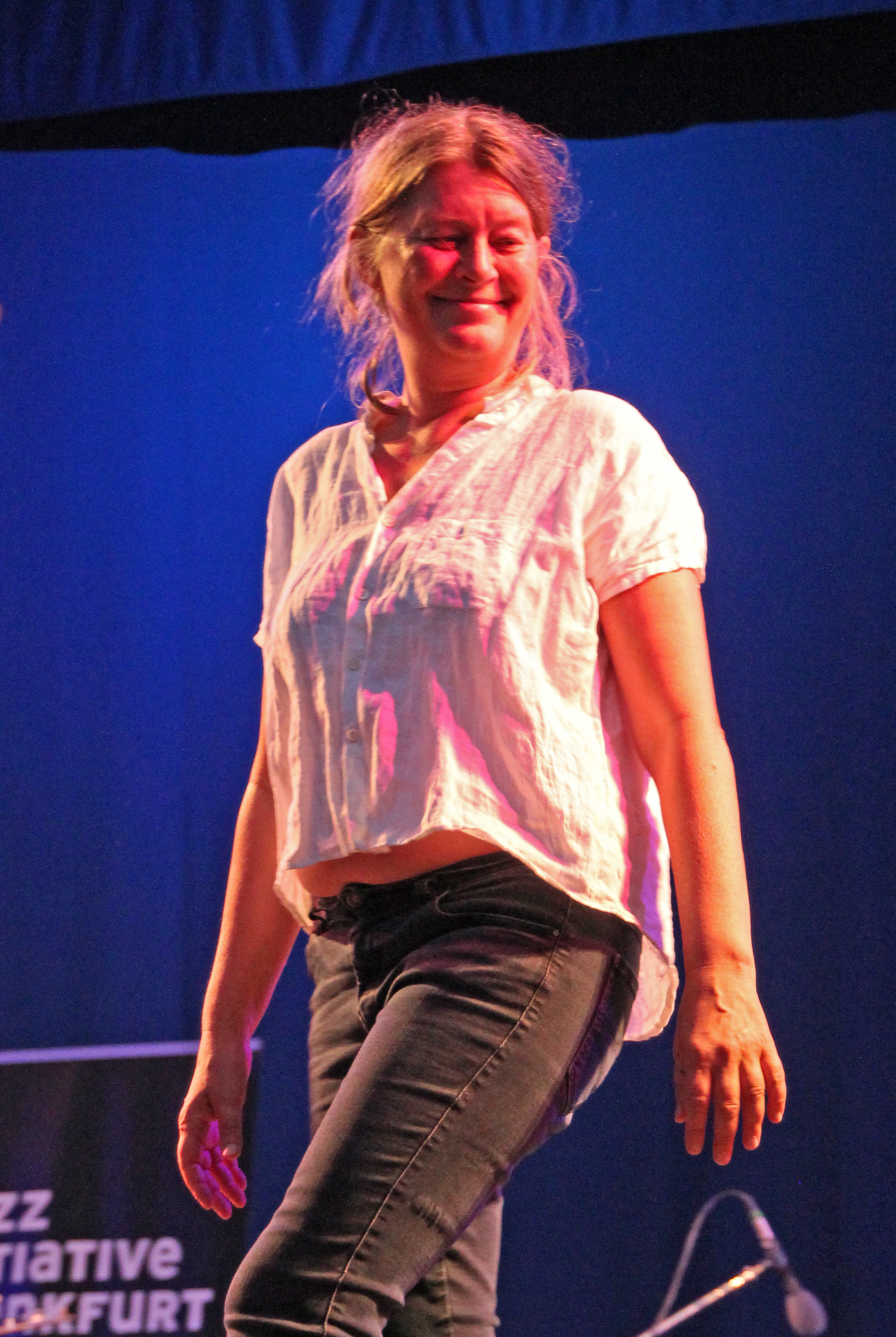
Lotte Anker (2018)

### Nagrody i nominacja[4]
- 3-letni Grant na współpracę ze State Arts Council w 1996 r.
- Nagroda w kategorii kompozycji przyznana przez DJBFA – Duńscy Kompozytorzy i Autorzy Piosenek w 2002 r.
- 3-letni Grant eksportowy Duński Jazz Launch w latach 2006-2008.
- Nominacja do nagrody Nordic Council Musicprize w 2011 r.

### Stowarzyszenia[4]
- 2014-2015: członek States Arts Foundation: Komitet ds. Dotacji dla kompozytorów.
- 2015/2016: członek Komitetu oceniający projekt badań artystycznych w ramach Norweskiego Programu Badań Artystycznych.
- 2016: członek Komitetu Muzyki Nordic Council.
- 2017: członek Zarządu SNYK.

## Dyskografia[5]
- Beyond the Mist (Stunt, 1989)
- Being (Stunt, 1993)
- Infinite Blueness (Av-Art,  1996)
- Poetic Justice (Dacapo, 2001)
- Six Row Barley (Utech, 2005)
- Triptych (Leo, 2005)
- Alien Huddle (Intakt, 2008)
- Live at the Loft (ILK, 2009)
- Floating Islands (ILK, 2009)
- Birthmark (Clean Feed, 2013)
- Squid Police (Konvoj, 2014)
- What River is This (ILK, 2014)
- Plodi (SAZAS, 2017)
- His Flight's at Ten (Iluso, 2018)

### With Tim Berne
- Open, Coma (Screwgun, 2001)

### With Fred Firth
- Edge of the Light (Intakt, 2014)
- Storytelling (Intuition, 2017)